# Піменовська сільська рада
Піме́новська сільська рада (рос. Пименовский сельский совет) — сільське поселення у складі Кетовського району Курганської області Росії.
Адміністративний центр та єдиний населений пункт — село Піменовка.
Населення сільського поселення становить 687 осіб (2017; 618 у 2010, 636 у 2002).